# Abisara gratius
Abisara gratius är en fjärilsart som beskrevs av Hans Fruhstorfer 1912. Abisara gratius ingår i släktet Abisara och familjen Riodinidae. Inga underarter finns listade i Catalogue of Life.